# 大音寺
大音寺（だいおんじ）は、長崎県長崎市にある浄土宗の寺院。山号は正覚山。院号は中道院。本尊は阿弥陀如来。晧台寺・本蓮寺と共に長崎三大寺とされた。

## 歴史
1614年（慶長19年）、長崎五人僧の一人である筑後国出身の伝誉関徹の開山により創建された寺で、以後長崎奉行の帰依を得て寺地や堂宇の寄進を受けている。江戸時代には江戸幕府からも朱印状を与えられて隆盛したが、1945年（昭和20年）8月の原爆投下により大きな被害を受けた。なお、1641年（寛永18年）に建てられた本堂は原爆投下による被害を免れたが、その後放火により焼失。煉瓦造の旧影照院アーチ門（1868年（明治元年）ごろ）が残る。

## 文化財
- 法然上人行状絵 冷泉恭近筆 長崎県文化財
- イチョウ 長崎市天然記念物
- クロガネモチ 長崎市天然記念物
- 松平図書頭墓地 長崎市史跡
- 荒木宗太郎墓地 長崎市史跡
- 阿蘭陀通詞中山家墓地 長崎市史跡

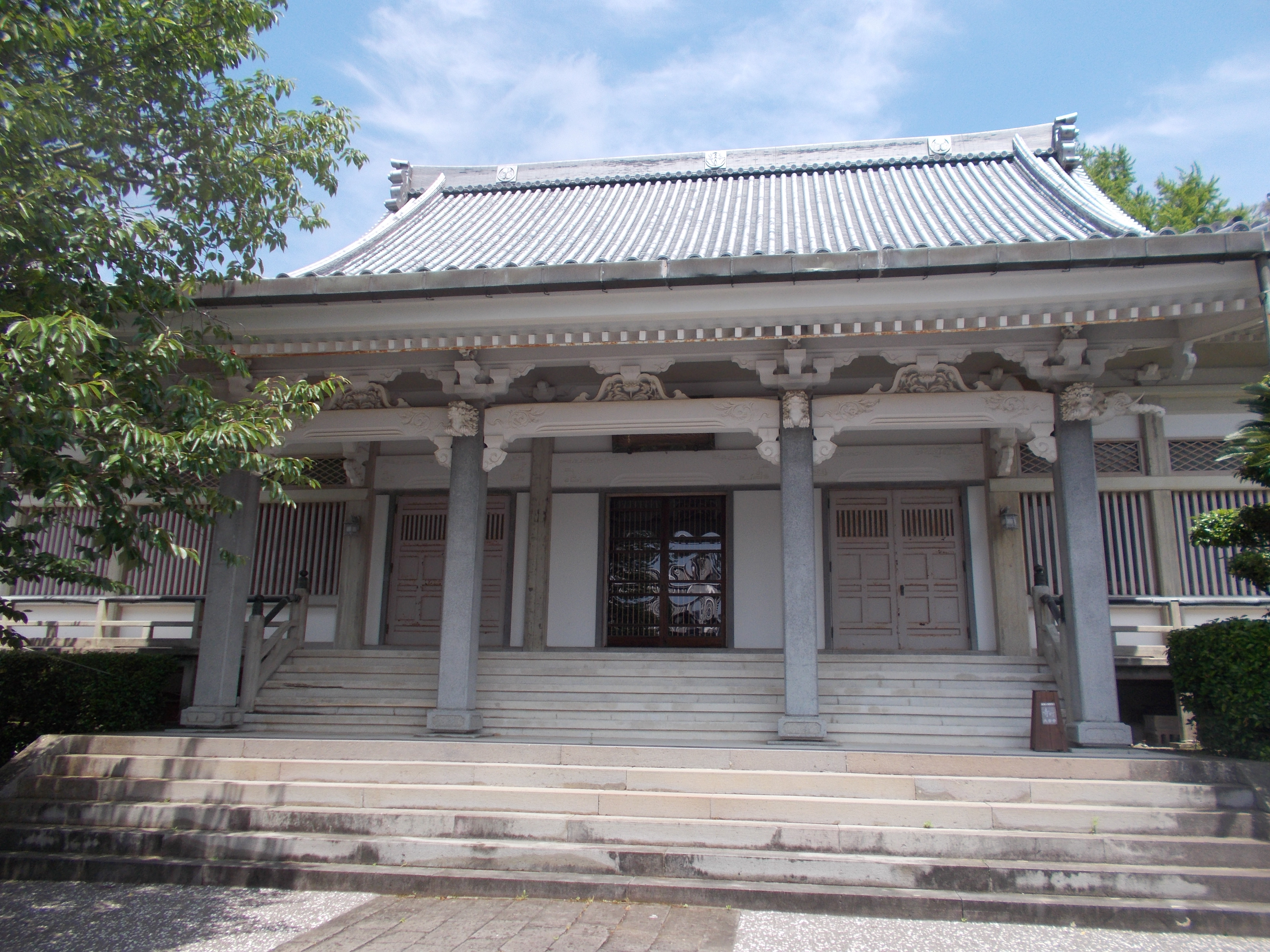
中道院
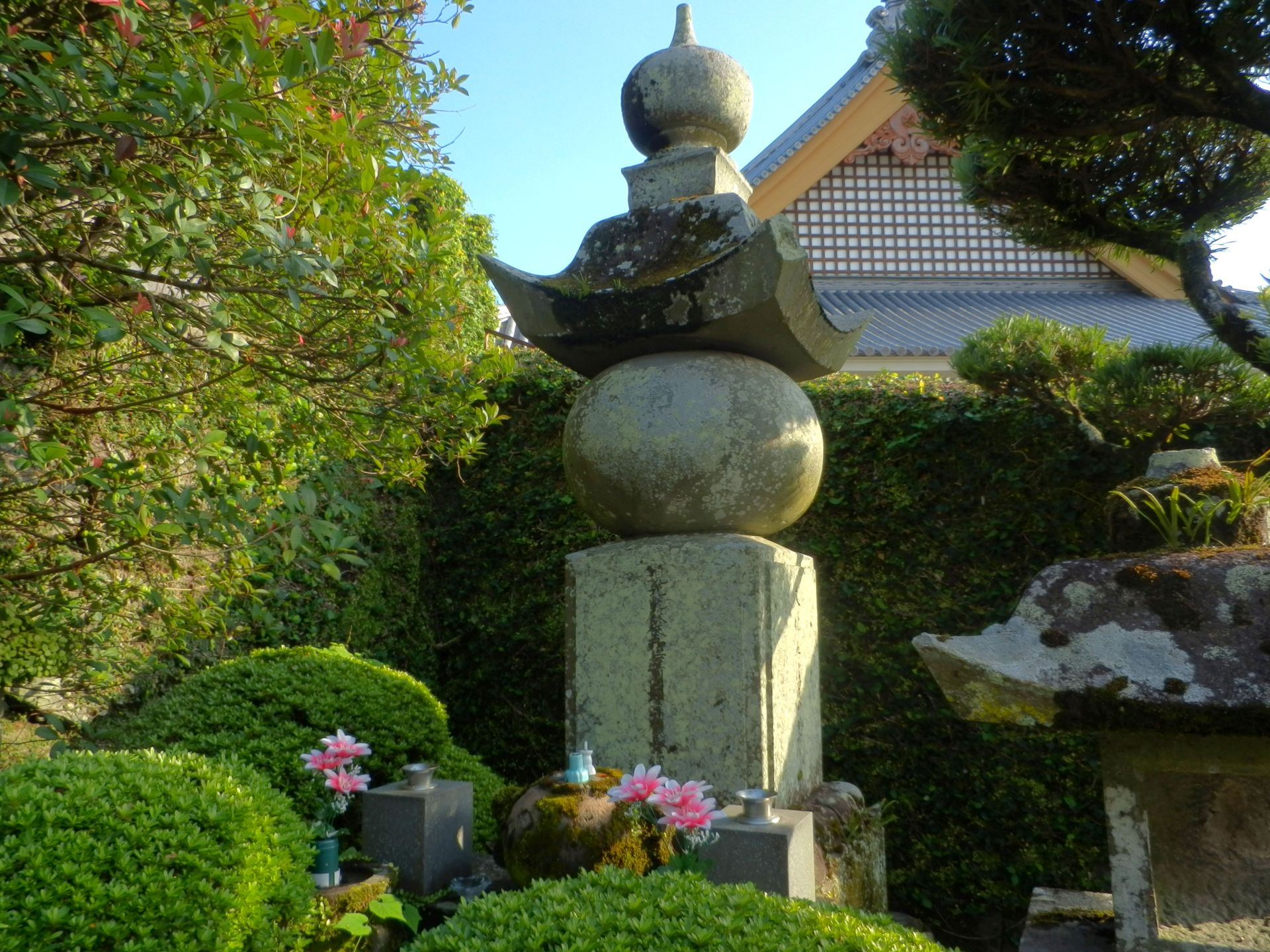
松平康英の墓
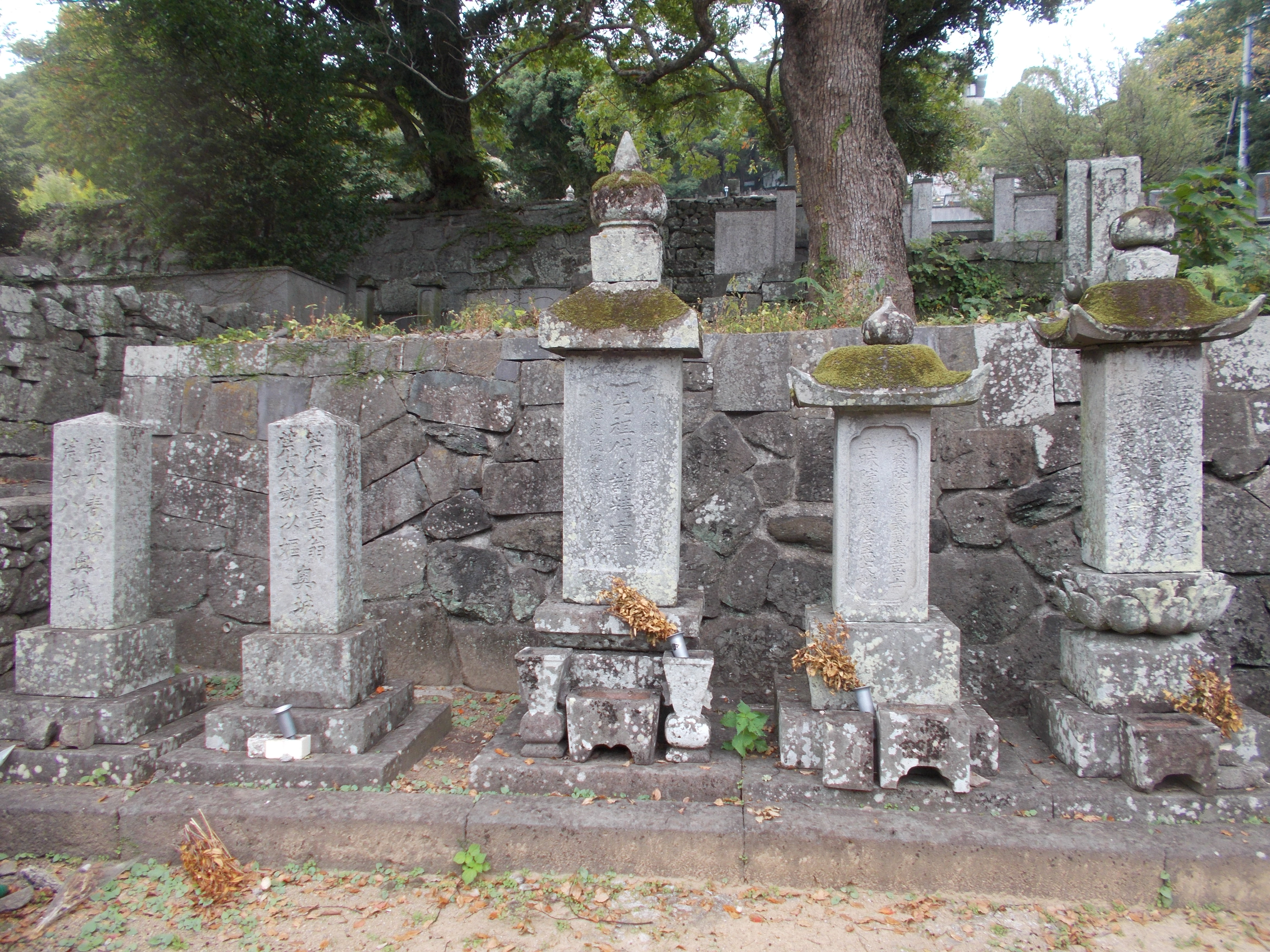
荒木宗太郎の墓
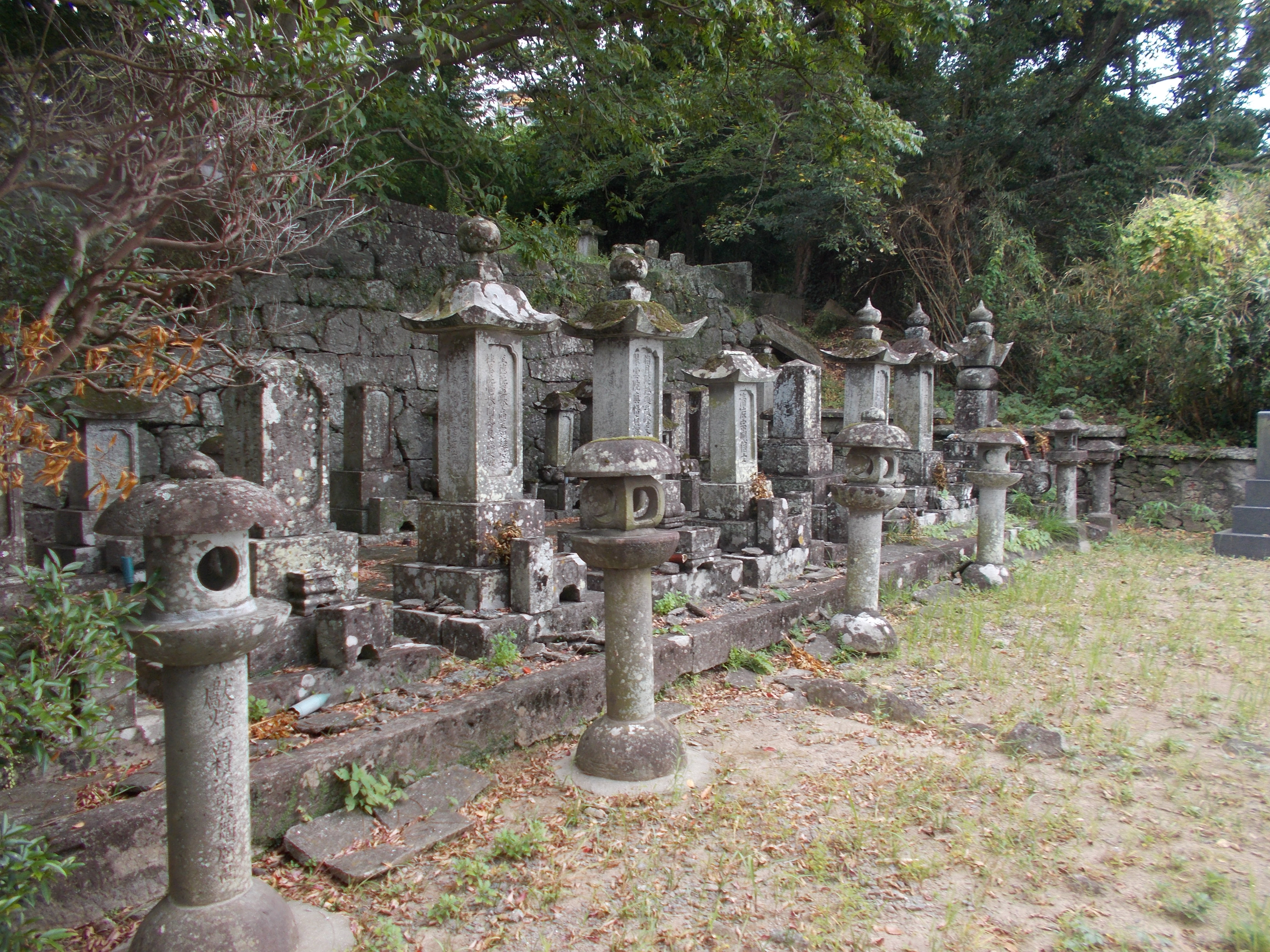
阿蘭陀通詞中山家墓地
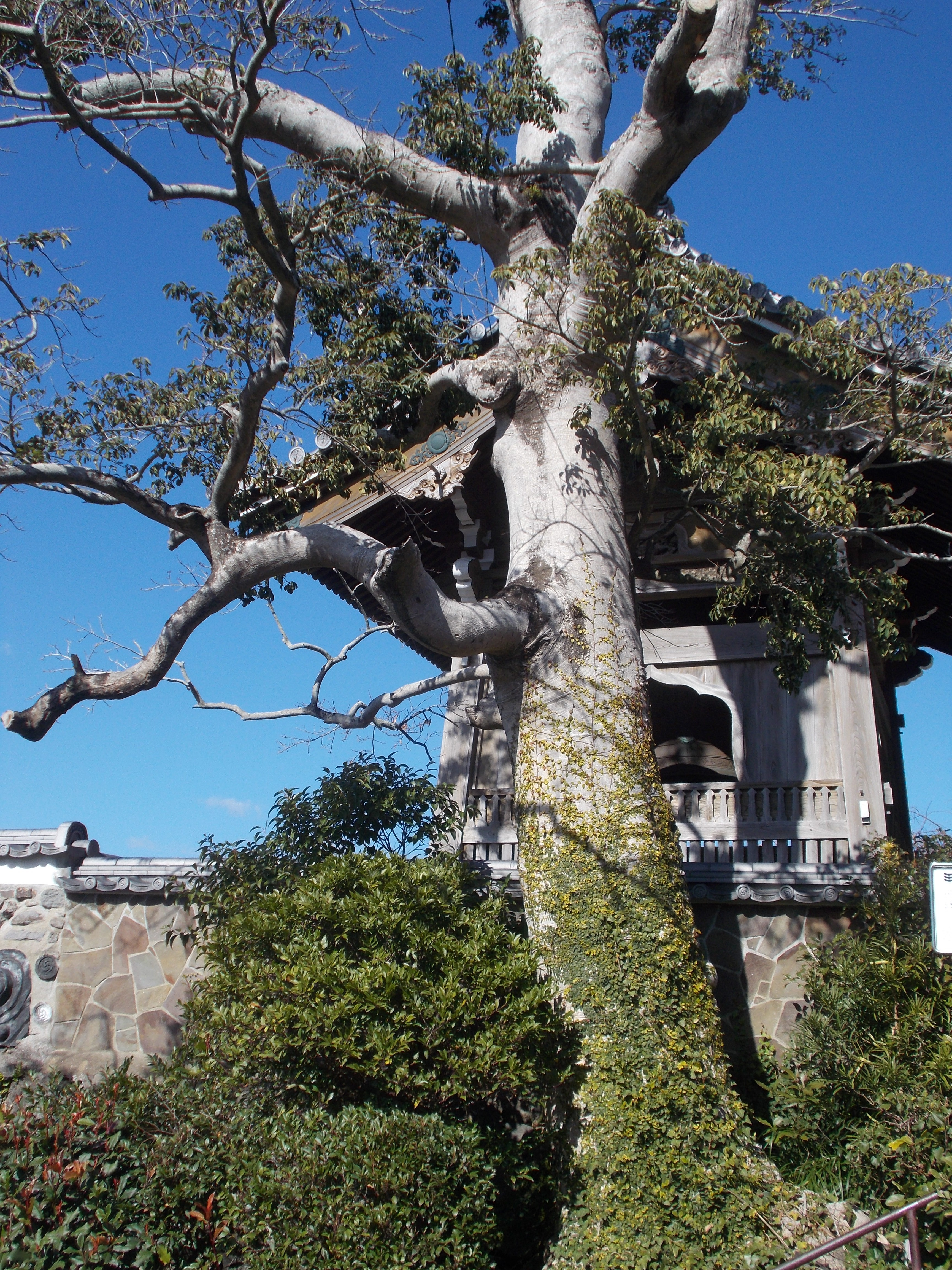
クロガネモチの木
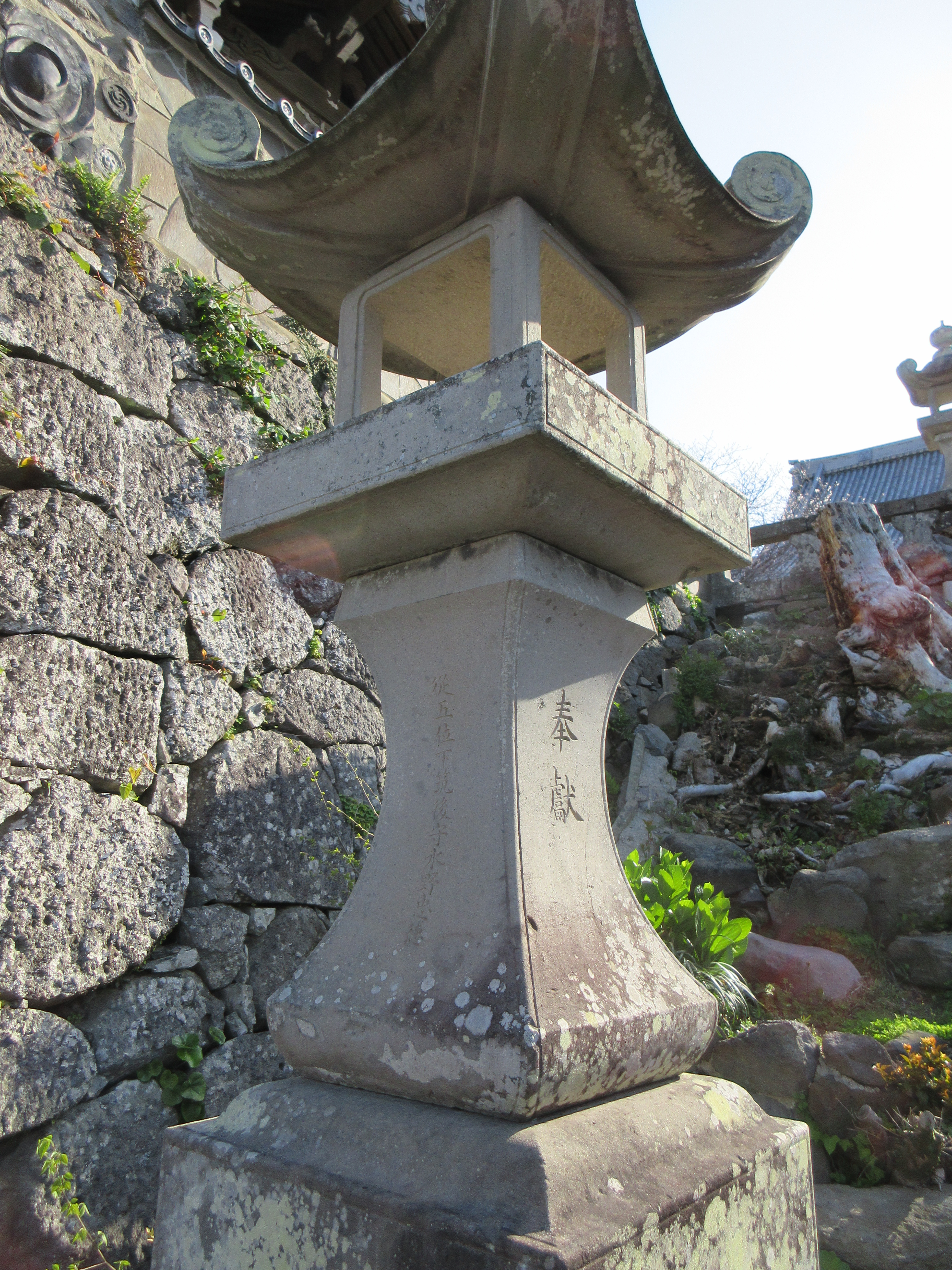
長崎奉行水野忠徳が奉納した石灯籠
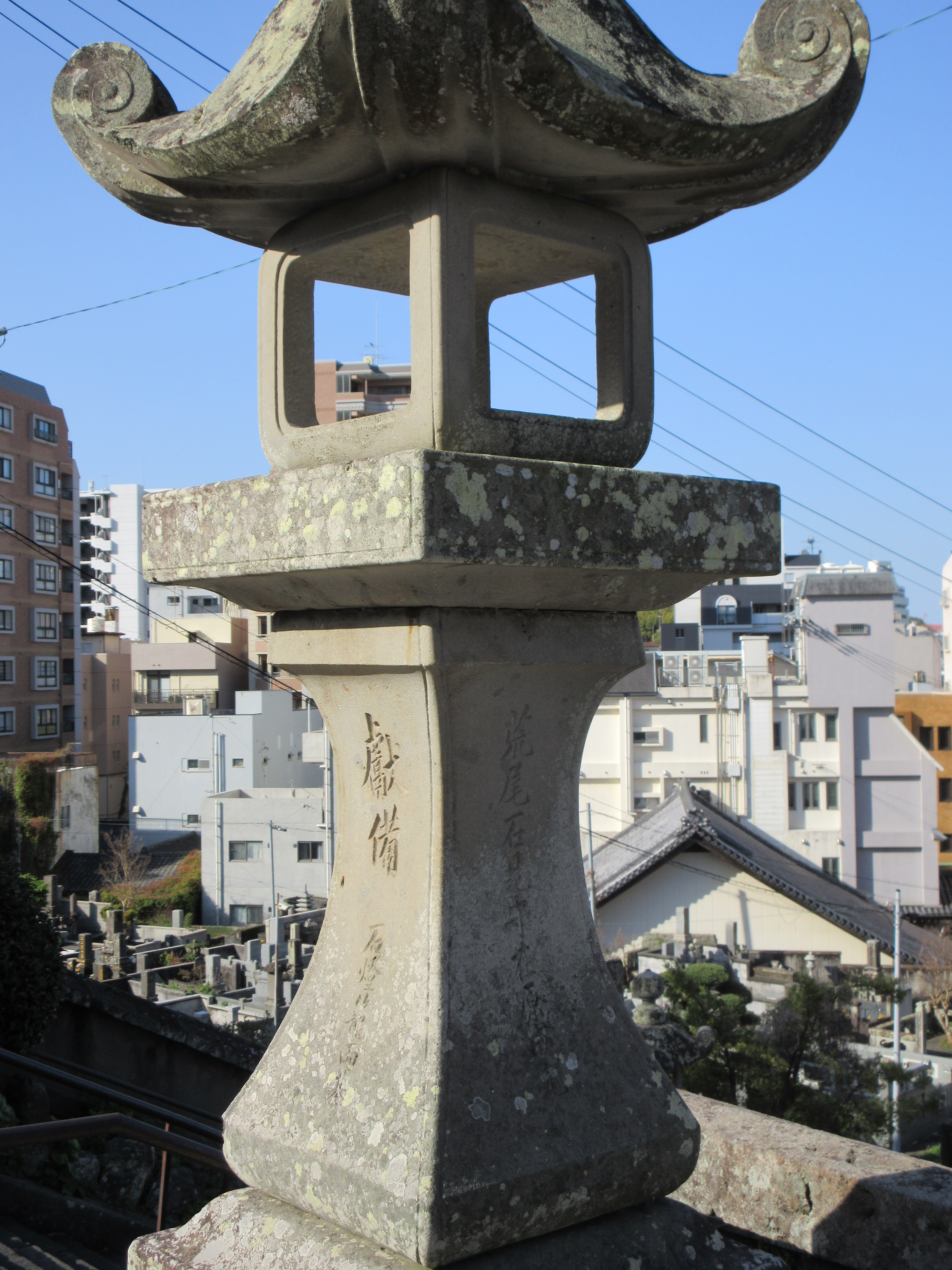
長崎奉行荒尾成允が奉納した石灯籠

## 所在地
- 長崎県長崎市鍛冶屋町5-87